# Phanerotoma elbaiensis
Phanerotoma elbaiensis is een insect dat behoort tot de orde vliesvleugeligen (Hymenoptera) en de familie van de schildwespen (Braconidae). De wetenschappelijke naam van de soort werd voor het eerst geldig gepubliceerd door Edmardash, Abdel-Dayem & Gadallah in 2011.